# Karl Agricola
Karl Joseph Aloys Agricola, né le 18 octobre 1779 à Bad Säckingen, et mort le 15 mai 1852 à Vienne, est un artiste-peintre, aquarelliste, miniaturiste, graveur et lithographe badois.

## Biographie
Karl Joseph Aloys Agricola est né le 18 octobre 1779 à Bad Säckingen.
Il commence ses études artistiques à Karlsruhe, puis se rendit à Vienne en 1798 pour travailler sous Heinrich Friedrich Füger à l'Académie des beaux-arts. Il a été très vite remarqué pour ses petits tableaux de sujets mythologiques.
Il est mort le 15 mai 1852 à Vienne.